# Álvaro Gómez Becerra

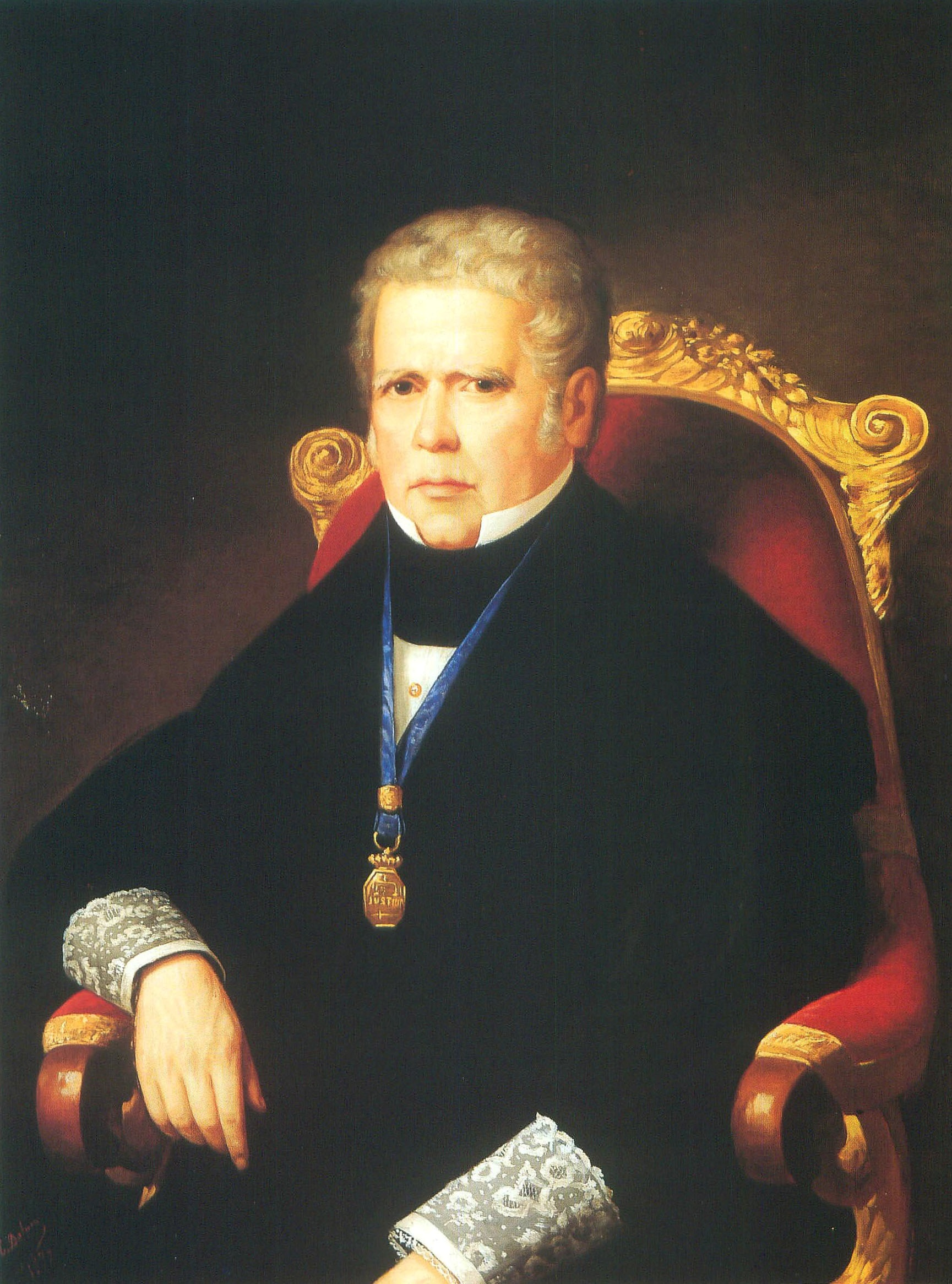
Álvaro Gómez Becerra (Gemälde von Rafael Castro y Ordóñez (1856))

Álvaro Gómez Becerra (* 26. Dezember 1771 in Cáceres; † 23. Januar 1855 in Madrid) war ein spanischer Politiker und Ministerpräsident Spaniens (Presidente del Gobierno).

## Leben

### Studium und Triennio Liberal von 1820 bis 1823
Gómez Becerra absolvierte ein Studium der Rechtswissenschaften und war später als Rechtsanwalt tätig.
Politisch trat er erstmals nach der Revolution vom Januar 1820 in Erscheinung, als er während der liberalen Periode (Triennio Liberal) als Oberster Politischer Chef von Toledo bei der Wahl von 1822 als Vertreter von Extremadura zum Abgeordneten des Parlaments (Congreso de los Diputados) gewählt wurde. Als solcher war er auch im Juni 1822 sowie im September 1823 Parlamentspräsident.

### Herrschaft von Isabella II. und Ministerpräsident
Nach der Krönung von Königin Isabella II. 1833 wurde er am 28. September 1835 zum Minister für Gnadengesuche und Justiz (Ministro de Gracia y Justicia) in das Kabinett von Juan Álvarez Mendizábal berufen, dem er bis zum Ende von dessen Amtszeit am 15. Mai 1836 angehörte. In dieser Funktion erließ er 1835 ein Dekret, das die Ausweisung der Jesuiten, die Beseitigung der Mönchsklöster und Konvente mit weniger als zwölf Mitgliedern, das Verbot der höheren Ordination von Bischöfen und die Aneignung der Besitzgüter der Konvente vorsah.

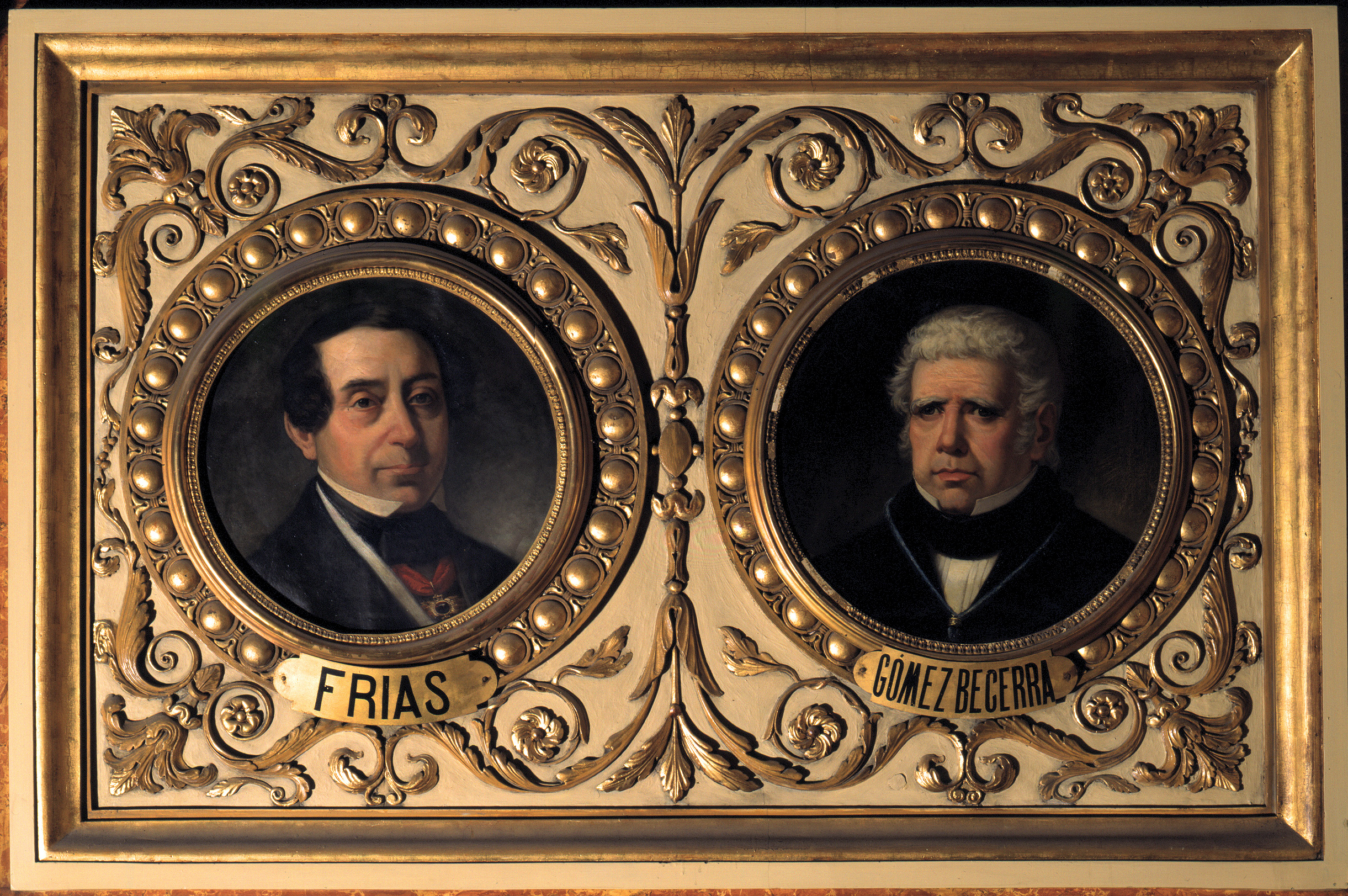
Ministerpräsident Álvaro Gómez Becerra (rechts) (Gemälde von Ignacio Suárez Llanos (1869))

Am 26. Februar 1836 wurde er wieder zum Abgeordneten des Parlaments gewählt. Als solcher vertrat er mit einer kurzen Unterbrechung bis Januar 1840 die Interessen des Wahlkreises Cáceres. Darüber hinaus war er auch im Oktober 1836 als Parlamentspräsident tätig. Daneben war er während der Legislaturperiode von 1839 auch als Vertreter der Provinz Badajoz Mitglied des Senats.
Vom 11. bis zum 16. September 1840 war er wiederum Minister für Gnadengesuche und Justiz in der Regierung von Vicente Sancho. Dieses Amt übte er erneut vom 3. Oktober 1840 bis zum 20. Mai 1841 in den Regierungen von Baldomero Espartero sowie Joaquín María Ferrer Cafranga aus. In dieser Zeit trat er auch für die Wahl von Espartero zum Regenten nach der Abdankung von Maria Christina von Sizilien (Oktober 1840) durch die Cortes am 18. Mai 1841 ein. Während der Wahlperiode von 1841 war er als Vertreter der Provinz Toledo wieder Senator. Von 1841 bis 1843 war er darüber hinaus auch Präsident des Senats.
Am 19. Mai 1843 wurde er selbst Ministerpräsident Spaniens (Presidente del Gobierno) und übernahm in seiner bis zum 30. Juli 1843 amtierenden Regierung auch wieder das Amt des Ministers für Gnadengesuche und Justiz. Als Ministerpräsident wurde er nach seiner Entlassung wegen der Juli-Aufstände und der Entmachtung des Regenten General Espartero von seinem Amtsvorgänger Joaquín María López López abgelöst. Im Anschluss daran zog er sich nach Cuenca zurück.
Am 20. November 1847 wurde er wegen seiner politischen Verdienste zum Senator auf Lebenszeit (Senador Vitalicio) ernannt.